# Friedhelm Decher
Friedhelm Decher (* 1954 in Ottfingen) ist ein deutscher Philosoph und Schriftsteller.

## Leben
Decher studierte Philosophie, Germanistik, Psychologie und Erziehungswissenschaften. Nachdem er seine Philologische Staatsprüfung für das Lehramt an Gymnasien ablegte und in Philosophie und Germanistik zum Dr. phil. promoviert wurde, lehrt er Philosophie und Germanistik an der Universität Siegen und der Mittwochsakademie der Universität Siegen. Außerdem ist er Dozent in der Erwachsenenbildung.
Seine Schwerpunkte liegen bei Anthropologie, Ethik/Praktische Philosophie, Ästhetik, Geschichte der Philosophie, Philosophie des Geistes, Beziehungen zwischen Philosophie, Psychologie, Literatur und Pädagogik.
2013 erhielt er den Anerkennungspreis der Dr.-Margrit-Egnér-Stiftung und den Kulturpreis der Gemeinde Wenden.

## Wirken
In seinen Büchern und Referaten geht er den Merkmalen unseres Lebens in der modernen Gesellschaften auf den Grund. Er zeigt den Zusammenhang zwischen Glück, Sinn des Lebens und Erlebnisgesellschaft. Dabei beleuchtet er die Konsequenzen für den Menschen, wenn er als Quelle des Glücks und Mittelpunkt des Lebens immer mehr seine Erlebnisfähigkeit betrachtet. Weiterhin beobachtet er die Tendenz zur Entwicklung einer Zivilgesellschaft und untersucht die Zusammenhänge von wirtschaftlichem Erfolg, sozialem Scheitern, sozialer Ungleichheit und die Macht der Märkte.

## Werke
- Wille zum Leben – Wille zur Macht. Eine Untersuchung zu Schopenhauer und Nietzsche, Königshausen und Neumann, Würzburg 1984, ISBN 3-88479-159-1.
- Philosophische Anthropologie im 19. Jahrhundert (Hrsg., mit Jochem Hennigfeld), Königshausen und Neumann, Würzburg 1992, ISBN 3-88479-639-9.
- Die Ästhetik K. W. F. Solgers, Universitätsverlag C. Winter, Heidelberg 1994, ISBN 3-8253-0256-3.
- Bertrand Russell. Auf der Suche nach dem guten und glücklichen Leben, Traude Junghans Verlag, Cuxhaven und Dartford/Kent 1996, ISBN 3-926848-76-6.
- Die Signatur der Freiheit. Ethik des Selbstmords in der abendländischen Philosophie, zu Klampen Verlag, Springe 1999, ISBN 3-924245-79-7.
- Verzweiflung. Anatomie eines Affektes, zu Klampen Verlag, Springe 2002, ISBN 3-934920-21-7.
- Besuch vom Mittagsdämon. Philosophie der Langeweile, zu Klampen Verlag, Springe 2003, ISBN 3-924245-93-2.
- Das gelbe Monster. Neid als philosophisches Problem, zu Klampen Verlag, Springe 2005, ISBN 978-3-934920-73-6.
- Gibt es im Leben Alternativen? Ein Dialog, Basilisken-Presse, Marburg an der Lahn 2006.
- Der mitleidigste Mensch ist der beste Mensch? Ein Disput in Poppers Welt 3, Die Blaue Eule, Essen 2008, ISBN 978-3-89924-215-7.
- Die rosarote Brille. Warum unsere Wahrnehmung von der Welt trügt, Darmstadt 2010 (3., unveränderte Aufl. 2013), ISBN 978-3-650-23748-4.
- Die Schule der Philosophen. Große Denker über Bildung und Erziehung. Darmstadt 2012.
- Handbuch der Philosophie des Geistes. Darmstadt 2015, ISBN 978-3-534-26741-5.
- Anthropologie. In: Herder Handbuch. Hrsg. von Stefan Greif/Marion Heinz/Heinrich Clairmont, Fink, Paderborn 2016, S. 696–703, ISBN 978-3-7705-4844-6.
- Das gelbe Monster. Über die Macht des Neids. In: Karin Farokhifar/Hans-Gerhard Neugebauer (Hrsg.): Befindlichkeiten. Die Anderen und ich (nachdenken Bd. 7), cmz-Verlag, Rheinbach 2017, S. 99–119, ISBN 978-3-87062-289-3.
- Metaphysik. In: Schopenhauer-Handbuch. Leben - Werk - Wirkung. Hrsg. von Daniel Schubbe und Matthias Koßler. 2., aktualisierte und erweiterte Auflage, Metzler, Stuttgart, Weimar 2018, S. 60–68, ISBN 978-3-476-04558-4.
- "Ohne Ironie giebt es überhaupt keine Kunst" - Solgers Metaphysik des Schwebens. In: Ulrike Bardt/Werner Moskopp/Tina Massing (Hrsg.): Lebensgefühl und Lebensform in der Postmoderne und Zukunft, LIT-Verlag, Berlin 2018, S. 115–137, ISBN 978-3-643-14027-2.
- "Eine Gesellschaft, die keine Zeit hat, lebt nicht" - Zeitnot, Ökonomie und Muße. In: Karin Farokhifar/Hans-Gerhard Neugebauer (Hrsg.): Nachlese. Philosophische Miszellen (nachdenken Bd. 9) cmz-Verlag, Rheinbach 2020, S. 41–64, ISBN 978-3-87062-339-5.
- "Das durchbohrende Gefühl des Nichts". Nietzsches Prognose nihilistischer Zeiten. In: Karin Farokhifar/Hans-Gerhard Neugebauer (Hrsg.): Auf Abstand. Philosophieren in sorgenvollen Zeiten (nachdenken Bd. 10), cmz-Verlag, Rheinbach 2021, S. 21–43, ISBN 978-3-87062-348-7.